# Juan Manuel Fócil Pérez
Juan Manuel Fócil Pérez (Villahermosa, Tabasco; 12 de junio de 1963) es un político mexicano. Ha sido diputado federal, diputado local de Tabasco, en 2018 fue candidato al Senado de México por su partido. Después de las Elecciones federales de ese año, resultó elegido como senador por el estado de Tabasco por el principio de primera minoría.

## Primeros años, estudios y docencia
Juan Manuel Fócil Pérez nació el 12 de junio de 1963 en Villermosa Tabasco. Es el segundo hijo de Manuel Fócil López y Rosario Pérez Jiménez. Estudió la Licenciatura en Economía de 1982 a 1986 en el Instituto Tecnológico y de Estudios Superiores de Monterrey. En 1996 cursó un diplomado en Finanzas Públicas y Economía en la Universidad Olmeca de Tabasco . 
Como docente ha impartido las asignaturas de Teoría Económica y Moneda y Banca en la Universidad Juárez Autónoma de Tabasco.

## Trayectoria partidista
Fue militante del Partido de la Revolución Democrática (PRD) desde 1994 hasta 2024, donde ha desempeñado diversos cargos al interior del partido, como:
| Cargo                                                                                 | Periodo          |
| ------------------------------------------------------------------------------------- | ---------------- |
| Presidente Comité Ejecutivo Municipal del PRD en Tabasco                              | 1999-2000        |
| Presidente del Comité Ejecutivo Estatal del PRD en Tabasco                            | 2005-2008        |
| Consejero Estatal del PRD en Tabasco                                                  | 1999- Actualidad |
| Consejero Nacional del PRD                                                            | 1999- Actualidad |
| Secretario General del Comité Ejecutivo Estatal del PRD en Tabasco                    | 2001-2002        |
| Secretario de Desarrollo Sustentable y Ecología del Comité Ejecutivo Nacional del PRD | 2011-2012        |
| Delegado especial del CEN del PRD en Oaxaca                                           | 2016             |

## Trayectoria política
Ha sido candidato en múltiples ocasiones a diversos cargos de representación popular y ha sido legislador federal y local.

### Diputado federal
Durante las elecciones federales de 2012, fue candidato a diputado federal por la vía de representación proporcional. Resultando electo para desempeñar el cargo en la LXII Legislatura del Congreso de la Unión.
Fue presidente de la Comisión de Desarrollo Metropolitano; secretario de la Comisión Especial de Puertos y Marina Mercante; e integrante de las Comisiones de Fortalecimiento al Federalismo, Medio Ambiente y Recursos Naturales.

### Diputado local
Durante las elecciones estatales de Tabasco de 2015 fue elegido al cargo de diputado local.
Fue presidente de la Comisión de Fomento y Desarrollo Industrial, Económico, Artesanal, Comercial y Turístico; Vocal de la Comisión de Asuntos de la Frontera Sur; Comisión de Fortalecimiento Municipal y de la Comisión de Ordenamiento Territorial y Obras Públicas.

### Senador de la República
Durante las elecciones federales de 2018, fue candidato al Senado de México y resultó elegido por el principio de Primera Minoría.
Es secretario de la comisión de Juventud y Deporte y de la Comisión Defensa Nacional. Es integrante de la Comisión de Economía, Comisión de Salud y de la Comisión de Hacienda y Crédito Público.
En 2021 fue designado Consejero del Poder Legislativo por el PRD ante el Instituto Nacional Electoral (INE).
El 31 de enero de 2024 solicitó licencia para competir por la Gubernatura del Estado de Tabasco.